# Campionati del mondo di atletica leggera 2023 - Marcia 35 km maschile
La specialità della marcia 35 km maschile dei campionati del mondo di atletica leggera 2023 si è svolta il 24 agosto 2023 al Centro nazionale di atletica leggera di Budapest, in Ungheria.

## Podio
| Pos.    | Atleta               | Nazionalità | Tempo   |
| ------- | -------------------- | ----------- | ------- |
| Oro     | Álvaro Martín        | Spagna      | 2h24'30 |
| Argento | Brian Daniel Pintado | Ecuador     | 2h24'34 |
| Bronzo  | Masatora Kawano      | Giappone    | 2h25'12 |

## Situazione pre-gara

### Record
Prima di questa competizione, il record del mondo (RM) e il record dei campionati (RC) erano i seguenti.
| Record | Prestazione | Atleta               | Data                                         | Competizione  |
| ------ | ----------- | -------------------- | -------------------------------------------- | ------------- |
|        | Nessuno     |                      |                                              |               |
|        | 2h23'14     | Massimo Stano Italia | 24 luglio 2022 Eugene, Stati Uniti d'America | Mondiali 2022 |

### Campioni in carica
I campioni in carica, a livello mondiale e olimpico, erano:
| Campione | Atleta               | Prestazione | Data                                         | Competizione  |
| -------- | -------------------- | ----------- | -------------------------------------------- | ------------- |
| Mondiale | Massimo Stano Italia | 2h23'14     | 24 luglio 2022 Eugene, Stati Uniti d'America | Mondiali 2022 |

## Risultati
La gara è iniziata il 24 agosto 2023, alle ore 7:00.
| Posizione | Atleta                   | Nazionalità | Tempo   | Avvisi  | Note                                     |
| --------- | ------------------------ | ----------- | ------- | ------- | ---------------------------------------- |
| Oro       | Álvaro Martín            | Spagna      | 2:24:30 |         |                                          |
| Argento   | Brian Daniel Pintado     | Ecuador     | 2:24:34 | ~       |                                          |
| Bronzo    | Masatora Kawano          | Giappone    | 2:25:12 | ~       | Miglior prestazione personale stagionale |
| 4         | Evan Dunfee              | Canada      | 2:25:28 | >       | Miglior prestazione personale stagionale |
| 5         | Christopher Linke        | Germania    | 2:25:35 |         |                                          |
| 6         | Tomohiro Noda            | Giappone    | 2:25:50 |         |                                          |
| 7         | Massimo Stano            | Italia      | 2:25:59 |         | Miglior prestazione personale stagionale |
| 8         | Perseus Karlström        | Svezia      | 2:27:03 | >       | Miglior prestazione personale stagionale |
| 9         | Karl Junghannß           | Germania    | 2:27:08 |         | Miglior prestazione personale            |
| 10        | Caio Bonfim              | Brasile     | 2:27:45 | ~       |                                          |
| 11        | Ricardo Ortiz            | Messico     | 2:29:14 | ~       | Miglior prestazione personale stagionale |
| 12        | Miguel Ángel López       | Spagna      | 2:29:32 |         |                                          |
| 13        | Satoshi Maruo            | Giappone    | 2:29:52 | ~       |                                          |
| 14        | Kévin Campion            | Francia     | 2:30:18 |         | Miglior prestazione personale stagionale |
| 15        | Andrea Agrusti           | Italia      | 2:30:32 | >       |                                          |
| 16        | Riccardo Orsoni          | Italia      | 2:31:41 | >       |                                          |
| 17        | José Montana             | Colombia    | 2:31:45 | > ~     | Miglior prestazione personale stagionale |
| 18        | Veli-Matti Partanen      | Finlandia   | 2:32:28 | ~ > ~   |                                          |
| 19        | Dominik Černý            | Slovacchia  | 2:32:56 | >       | Miglior prestazione personale            |
| 20        | Matteo Giupponi          | Italia      | 2:34:58 |         | Miglior prestazione personale stagionale |
| 21        | Wayne Snyman             | Sudafrica   | 2:35:13 |         | Miglior prestazione personale stagionale |
| 22        | Marc Tur                 | Spagna      | 2:36:04 | >       |                                          |
| 23        | He Xianghong             | Cina        | 2:37:31 |         |                                          |
| 24        | Brendan Boyce            | Irlanda     | 2:37:26 | >       | Miglior prestazione personale stagionale |
| 25        | Aleksi Ojala             | Finlandia   | 2:38:34 | ~       |                                          |
| 26        | Jakub Jelonek            | Polonia     | 2:38:45 | > ~     |                                          |
| 27        | Ram Baboo                | India       | 2:39:07 | ~       |                                          |
| 28        | Wang Qin                 | Cina        | 2:39:19 | ~       |                                          |
| 29        | Ever Jair Palma Olivares | Messico     | 2:39:40 | ~       | Miglior prestazione personale stagionale |
| 30        | Bence Venyercsán         | Ungheria    | 2:40:34 | >       |                                          |
| 31        | José Leyver              | Messico     | 2:41:34 | ~       |                                          |
| 32        | Arnis Rumbenieks         | Lettonia    | 2:43:36 | >       |                                          |
| 33        | Ihor Hlavan              | Ucraina     | 2:45:18 | >       |                                          |
|           | Eider Arévalo            | Colombia    | dnf     |         |                                          |
|           | Ivan Banzeruk            | Ucraina     | dnf     |         |                                          |
|           | Andrés Chocho            | Ecuador     | dnf     |         |                                          |
|           | Rhydian Cowley           | Australia   | dnf     | >       |                                          |
|           | Carl Dohmann             | Germania    | dnf     |         |                                          |
|           | Narcis Mihăilă           | Romania     | dnf     |         |                                          |
|           | Alexandros Papamichail   | Grecia      | dnf     | ~ >     |                                          |
|           | Dawid Tomala             | Polonia     | dnf     |         |                                          |
|           | João Vieira              | Portogallo  | dnf     |         |                                          |
|           | Artur Brzozowski         | Polonia     | dq      | > ~ >   | TR54.7.5                                 |
|           | Michal Morvay            | Slovacchia  | dq      | >       | TR54.7.5                                 |
|           | Aurélien Quinion         | Francia     | dq      | ~       | TR54.7.5                                 |
|           | Juan José Soto           | Colombia    | dq      | > ~ >   | TR54.7.5                                 |
|           | Zhaxi Yangben            | Cina        | dq      | ~ > ~ > | TR54.7.5                                 |
|           | Luis Henry Campos        | Perù        | dns     |         |                                          |
|           | César Augusto Rodríguez  | Perù        | dns     |         |                                          |

| Legenda | ~ Cartellino rosso per perdita di contatto | > Cartellino rosso per ginocchio piegato | TR54.7.5: Squalificato per la regola TR54.7.5 (Quarto cartellino rosso) |